# Pépi Humpal
Josef Humpál, dit Pépi Humpal, est un footballeur puis entraîneur tchécoslovaque né le 30 janvier 1918 à Olomouc et mort le 20 décembre 1984 à Neuchâtel. Il évolue au poste d'attaquant de la fin des années 1930 à la fin des années 1950.
Formé au SK Baťa Zlín, il dispute la suite de sa carrière dans les clubs français de FC Sochaux-Montbéliard et du SO Montpellier puis comme entraîneur-joueur au RC Strasbourg et à l'AS Béziers.
Après avoir mis fin à sa carrière de joueur, il dirige également les clubs suisses du FC Cantonal Neuchâtel, du FC Xamax, du FC Yverdon et du FC Fribourg.

## Biographie
À 17 ans, il fait ses débuts professionnels dans l'équipe première du SK Bata Zlin, club dans lequel il évolue de 1933 à 1946.
Il fait une tournée en France en 1946 et s'y installe finalement. De 1946 à 1952, il joue pour le FC Sochaux-Montbéliard. Lors de la saison 1951-1952, il porte les couleurs du Stade Olympique de Montpellier. Il termine sa carrière à l'AS Béziers.

## Carrière de joueur
- 1938-1946 :  SK Bata Zlin
- 1946-1951 :  FC Sochaux
- 1951-1952 :  SO Montpellier
- 1952-1955 :  RC Strasbourg
- 1955-1957 :  AS Béziers

## Carrière d'entraîneur
- 1953-1955 : RC Strasbourg ( France)
- 1955-1958 : AS Béziers ( France)
- 1958-1960 : RC Strasbourg ( France)

## Palmarès
- Champion de France de division 2 en 1947 avec le FC Sochaux-Montbéliard
- Vice-champion de France de division 2 en 1952 avec le SO Montpellier et en 1957 avec l'AS Béziers
- Meilleur buteur de Division 2 lors de la saison 1946-1947 avec 45 buts
- Meilleur buteur de Division 1 lors de la saison saison 1948-1949 (26 buts, à égalité avec Jean Baratte)

## Source
- Marc Barreaud, Dictionnaire des footballeurs étrangers du championnat professionnel français (1932-1997), L'Harmattan, 1997, page 235.